# 290 Bruna
290 Bruna är en asteroid i huvudbältet, som upptäcktes den 20 mars 1890 av den österrikiske astronomen Johann Palisa. Den namngavs senare efter upptäckarens födelsestad Brno i sydöstra Tjeckien, som på tyska heter Brünn.
Den tillhör asteroidgruppen Phocaea.
Bruna senaste periheliepassage skedde den 10 januari 2022. Dess rotationstid har beräknats till 13,81 timmar.